# Балка Колпакова
Балка Колпакова — балка (річка) в Україні на територіях Жданівської й Макіївської міських рад Донецької області. Ліва притока річки Кринки (басейн Азовського моря).

## Опис
Довжина балки приблизно 5,01 км, найкоротша відстань між витоком і гирлом — 4,62  км, коефіцієнт звивистості річки — 1,08 . Формується декількома балками та загатами.

## Розташування
Бере початок на південній околиці міста Жданівки. Тече переважно на південний захід через селище Молодий Шахтар і на південно-східній околиці селища Нижня Кринка впадає у річку Кринку, праву притоку річки Міусу.

## Цікаві факти
- У XX столітті на балці існували шахта Зуївська та багато териконів[2], а нині існують неформальні шахти-копанки[4].